# 吉川元忠
吉川 元忠（きっかわ もとただ、1934年6月29日 - 2005年10月26日）は、日本の経済学者。専門は国際金融論。兵庫県出身。

## 来歴・人物
1953年都立日比谷高校、1958年東京大学法学部卒業。日本興業銀行に入行。同行産業調査部副部長などを歴任。その後サセックス大学やコロンビア大学で客員教授に就任。聖学院大学政治経済学部教授を経て、1995年より神奈川大学経済学部教授。2005年3月退職。
著書『マネー敗戦』でバブル崩壊後の日本経済の低迷を日米マネー戦争の敗北の結果であると論じ、大きな話題となる。

## 著書

### 単著
- 『ブッシュでアメリカは救えるか―「変わる世界」と日米関係』　（時事通信社、1988年）
- 『アメリカの産業戦略』　（東洋経済新報社、1990年）
- 『YENは日本人を幸せにするか』　（日本放送出版協会、1997年）
- 『マネー敗戦』　（文藝春秋、1998年）
- 『経済覇権―ドル一極体制との訣別 』　（PHP研究所、1999年）
- 『マネー戦略―かくて日本経済は甦る』　（PHP研究所、2000年）
- 『情報エコノミー』　（文藝春秋、2001年）
- 『マネー敗戦の政治経済学』　（新書館、2003年）
- 『経済敗走』　（筑摩書房、2004年）
- 『円がドルに呑み込まれる日』　（徳間書店、2005年）

### 共著
- （リチャード・A・ヴェルナー）『なぜ日本経済は殺されたか』 （講談社、2003年）
- （関岡英之）『国富消尽―対米隷従の果てに』 （PHP研究所、2005年）